# Thomas (nouvelle)
Pour les articles homonymes, voir Thomas.
Thomas  est une nouvelle de science-fiction de Dominique Douay, publiée en 1974. Elle reçoit le grand prix de l'Imaginaire de la meilleure nouvelle en 1975.
La nouvelle débute comme étant de tonalité « science-fiction new wave », avant de devenir une nouvelle tragique à sa fin.

## Publications

### Publications en France
La nouvelle a été publiée dans :
- Fiction, n°249, éd. OPTA, septembre 1974 ;
- Cinq solutions pour en finir, éd. Denoël, collection Présence du futur n° 261, novembre 1978 ;
- L'Hexagone halluciné, anthologie, Le Livre de poche n°7101, décembre 1988 ;
- Les Enfants du mirage, tome 1, éd. Naturellement, septembre 2001 ;
- Mémoria, éd. Thomas Armada  (ISBN 979-10-90931-25-1), mars 2013.

### Publications hors de France
La nouvelle a été publiée :
- au Royaume-Uni sous le titre Thomas (1977 puis 1978[2]) ;
- en Allemagne sous le titre Thomas (1979[3], puis 1980[4]).

## Résumé
Alduce et Thomas sont dans un décor étrange et onirique. Ils n'ont pas de souvenirs. Ils n'ont ni faim ni soif. Ils n'ont pas dormi et ne sont pas fatigués. Sont-ils en train de rêver ? Sont-ils morts ? Est-ce à cela que ressemble l'Enfer ? Une femme s'approche d'eux : elle déclare se nommer « Lova » mais elle ne semble pas réellement vivante.
Changement de plan : le docteur Georges est en train de discuter avec Psychan, un programme d'intelligence artificielle spécialisé dans l’analyse et l'interprétation des troubles psychiatriques. Le patient est Alduce, et Alduce est schizophrène. Le scan psychique montre ses échanges avec Thomas. Georges et Psychan se demandent qui, au sein du psychisme d'Alduce, est Thomas : est-ce une référence à saint Thomas, symbole de celui qui doute ? Mais peu à peu, en remontant les souvenirs d'Alduce, une hypothèse plus sérieuse et plus effrayante se fait jour : Thomas pourrait être une entité extraterrestre qui s'est emparée du psychisme d'Alduce ? Cette entité serait-elle capable de quitter l'esprit d'Alduce et de s'emparer d'autres psychismes ?
Alors que Georges en est là dans ses réflexions, il remarque que Psychan ne répond plus à ses questions. Le programme semble être paralysé, à moins qu'il ne soit déréglé voire détruit. Soudain, tout disparaît. Georges se retrouve seul, dans le même décor étrange et onirique que voyait Alduce au début de la nouvelle. Un homme s'approche de lui : c'est son ennemi mortel, c'est Thomas, qui est passé d'Alduce à Psychan puis de Psychan à lui. Mais comme Georges n'a plus aucun souvenir, il ne le reconnaît pas et accueille son nouveau compagnon avec cordialité.